# Shinchōgumi
Shinchōgumi (新徴組 Tân Trưng Tổ) là một lực lượng vũ trang với trọng trách bảo vệ Mạc phủ Tokugawa ở Nhật Bản cuối thời Mạc mạt, được thành lập vào năm 1862 (Bunkyū thứ 2) vào cuối thời kỳ Edo, do chí sĩ Kiyokawa Hachirō thuộc Phiên Shōnai sáng lập nên.
Nguồn gốc hình thành của tổ chức bắt đầu từ kiến nghị của Kiyokawa dâng lên Mạc phủ Tokugawa, đề nghị tuyển mộ các rōnin với nhiệm vụ hộ tống Tướng quân đến Kyoto nhân dịp tướng quân Tokugawa Iemochi lên kinh tiếp kiến Thiên hoàng để bàn việc chính sự. Được sự đồng ý của Mạc phủ, Kiyokawa đã tiến hành tuyển mộ lực lượng và thành lập nhóm Roshigumi tại Edo vào tháng 2 cùng năm. Ít lâu sau thì ông bị ám sát chết, Mạc phủ tiếp quản cả nhóm và hạ lệnh tái tổ chức với tên gọi mới là Shinchōgumi. Nhóm chủ yếu đảm trách việc phòng thủ ven biển và cảnh giới trong thành phố Edo. Phần lớn nguồn kinh phí hoạt động của Shinchōgumi đều do Phiên Shōnai cùng Mạc phủ tài trợ.
Trụ sở chính của Shinchōgumi được thiết lập ở khu Honjo (nay là khu Sumida, Tokyo). Tới năm 1864 (Genji nguyên niên) cả nhóm chuyển sang nhiệm vụ bảo vệ lãnh chúa Phiên Shōnai. Không lâu sau đó thì các sự kiện Đại Chính Phụng Hoàn và Vương Chính Phục Cổ bùng nổ, do khó khăn về tài chính cùng những biến động chính trị của thời cuộc đã buộc Mạc phủ Tokugawa phải giải tán Shinchōgumi vào năm 1868 (Keiō thứ 4).
Người anh kết nghĩa của Okita Sōji, Tổ trưởng đội số 1 Shinsengumi, Okita Rintarō, từng giữ chức tổ đầu của Shinchōgumi và thường xuyên giao lưu mật thiết với Shinsengumi.   